# Невиано
Невиа̀но (на италиански: Neviano, на местен диалект Nianu, Ниану) е градче и община в Южна Италия, провинция Лече, регион Пулия. Разположено е на 108 m надморска височина. Населението на общината е 5517 души (към 2011 г.).